# Mircea Ion Snegur

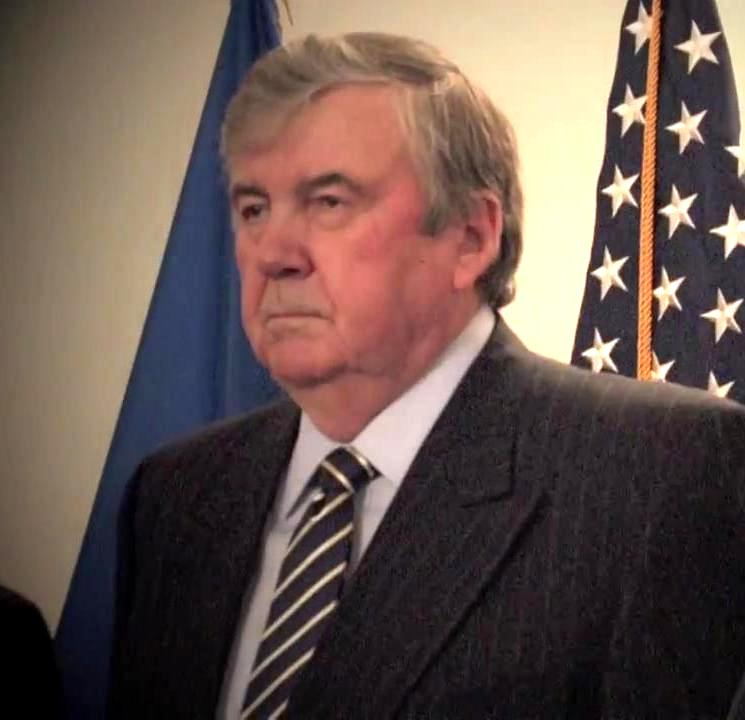
Mircea Snegur (2012)

Mircea Ion Snegur (* 17. Januar 1940 in Trifănești, Rajon Florești; † 13. September 2023 in Chișinău) war ein moldauischer Politiker. Er war erster Staatspräsident des Landes nach der Unabhängigkeit der Republik Moldau im Jahr 1991.

## Leben
Mircea Snegur studierte am Landwirtschaftlichen Institut in Chișinău und promovierte dort im Bereich Agrarwissenschaften. 1964 wurde er Mitglied der KP der Moldauischen Sozialistischen Sowjetrepublik. Als Agraringenieur arbeitete er zunächst als Leiter der Kolchose eines Dorfs im Rajon Florești (1961–1968), danach als Direktor der Versuchsstation für Feldkulturen (1968–1973), Direktor der Hauptdirektion für Agrarwissenschaften des Landwirtschaftsministeriums (1973–1978) und als Generaldirektor des Instituts für wissenschaftliche Forschungen in Feldkulturen Bălți (1978–1981). Von 1985 bis 1989 war Snegur Mitglied des Politbüros des ZKs der moldauischen KP und von 1989 bis 1990 Generalsekretär des Obersten Sowjets Moldaus. Eine Nationalbewegung der rumänischsprachigen Bewohner in der Moldauischen Republik bekam unter seiner Führung politisch ein immer größeres Gewicht. 1989 wurde daher Russisch als zweite Amtssprache abgeschafft und die Rückkehr zur rumänischen Sprache in lateinischer Schrift beschlossen.
Im Zuge des Zerfalls der Sowjetunion rief er am 27. August 1991 die Unabhängigkeit der Republik Moldau aus. Bei der Präsidentschaftswahl am 8. Dezember 1991 wurde er als einziger Kandidat mit 98 % der Stimmen zum Staatspräsidenten gewählt. 1997 wurde er von Petru Lucinschi abgelöst.
Mircea Snegur starb am 13. September 2023 im Alter von 83 Jahren in Chișinău.